# Lobbach
Lobbach település Németországban, azon belül Baden-Württembergben. Lakosainak száma 2338 fő (2023. december 31.). Lobbach Spechbach, Meckesheim, Schönbrunn és Neckargemünd községekkel határos.

## Népesség
A település népessége az elmúlt években az alábbi módon változott:
| Lakosok száma | 1872 | 2344 | 2342 | 2359 | 2353 | 2352 | 2338 |
|               | 1975 | 2014 | 2017 | 2019 | 2021 | 2022 | 2023 |